# Kirchenbuchverkartung
Die Kirchenbuchverkartung ist das Erfassen von Informationen aus Kirchenbüchern in alphabetisch geordneten Karteien.

## Methoden
Unter Kirchenbuchverkartung im eigentlichen und engeren Sinne versteht man das Anlegen von Familienblättern, d. h. die Familienrekonstitution bzw. familienweise Verkartung, bei der jedes Elternpaar eine eigene Karte erhält, auf der auch seine Kinder und die beiderseitigen Eltern (bzw. Großeltern der Kinder) miterscheinen.
Bei der Kirchenbuchverzettelung hingegen werden Taufbücher, Heiratsbücher und Totenbücher getrennt auf einzelnen Karteikarten eingetragen. Anschließend werden diese Karteikarten alphabetisch, und innerhalb des Alphabetes familienweise sortiert. Die Erfassung der Daten aus Kirchenbüchern wurde vielfach in der Zeit des Nationalsozialismus begonnen, da die Pfarrämter seinerzeit viele genealogische Anfragen von Personen erhielten, die einen Ariernachweis benötigten.

## Computerunterstützte Verkartung
Heute wird die Kirchenbuchverkartung mit dem Computer durchgeführt. Für die familienweise Verkartung stehen zahlreiche Genealogieprogramme zur Verfügung. Für die Kirchenbuchverzettelung gibt es neben dem Einsatz eines Verkartungsprogrammes auch die Möglichkeit, datenbankorientierte Programme (z. B. Tabellenkalkulation) einzusetzen. Neben dem Problem, sich für eine Methode zu entscheiden, tritt nun auch das Problem der Auswahl eines Programms. Der Verein für Computergenealogie versucht in seinem Wiki hierzu Hilfestellung zu geben.

## Bedeutung
Familienweise Kirchenbuchverkartungen und Kirchenbuchverzettelung ermöglichen dem an einer Quelle interessierten Genealogen ein schnelleres Finden seiner Ahnen. Die Einsicht in die Original-Kirchenbücher wird evtl. überflüssig und schont diese.
Kirchenbuchverkartungen sind ein notwendiger Arbeitsschritt auf dem Weg zu einem Ortsfamilienbuch.

## Andere Quellen
Neben der Quelle Kirchenbuch werden heute auch andere genealogisch relevante Quellen erschlossen. Dieses sind für einige Regionen in Deutschland die seit 1798 existierenden Zivilstandsregister. Mit Änderung des Personenstandsgesetzes wird es in Zukunft ebenfalls Bearbeitungen der freigegebenen Personenstandsbücher geben.